# Tamjanovo drvo
Tamjanovo drvo (tamjan, tamjanovac, lat. Boswellia), biljni rod iz porodice Burseraceae kojemu pripada 18 vrsta vazdazelenog grmlja i manjeg drveća Azije i tropske Afrike. Karakteristike su mu neparno perasti listovi, maleni cvjetovi, koštuničav plod, kao i mliječni sok koji se skrutne u mirisnu smolu nakon što se zareže kora. Ova smola poznata je kao tamjan, a najpoznatija među njima je smola arapskog tamjanovca.
Ova smola dobiva se od gotovo svih vrsta tamjanovaca, među njima i od indijskog tamjanovca (B. serrata), koptskog ili somalskog tamjanovca (B. frereana), kenijskog tamjanovca (B. neglecta) i sudanskog tamjanovca ili slonovog drveta (B. papyrifera).
Osim u vjerskim obrdima koji se s tamjanom obavljaju još od vremena Asiraca, tamjan je koristio i kao novac, a dobro je poznata i njegova ljekovitost.
- Boswellia serrata
- Boswellia sacra
- tamjan, Boswellia sacra

## Vrste
1. Boswellia ameero Balf. fil.
2. Boswellia aspleniifolia (Balf. fil.) Thulin
3. Boswellia bullata Thulin
4. Boswellia dalzielii Hutch.
5. Boswellia dioscoridis Thulin
6. Boswellia elongata Balf. fil.
7. Boswellia frereana Birdw.
8. Boswellia globosa Thulin
9. Boswellia nana Hepper
10. Boswellia neglecta S. Moore
11. Boswellia occulta Thulin, De Carlo & S. P. Johnson
12. Boswellia ogadensis Vollesen
13. Boswellia ovalifoliolata N. P. Balakr. & A. N. Henry
14. Boswellia papyrifera (Delile) Hochst.
15. Boswellia pirottae Chiov.
16. Boswellia popoviana Hepper
17. Boswellia rivae Engl.
18. Boswellia sacra Flück.
19. Boswellia samhaensis Thulin & Scholte
20. Boswellia scopulorum Thulin
21. Boswellia serrata Roxb. ex Colebr.
22. Boswellia socotrana Balf. fil.